# 라몬 데 라 푸엔테 레알
라몬 데 라 푸엔테 레알(스페인어: Ramón de la Fuente Leal; 1907년 12월 31일, 바스크 주 빌바오 ~ 1973년 9월 15일, 마드리드 주 마드리드)은 줄여서 라푸엔테(스페인어: Lafuente)로 알려진 스페인의 전 축구 선수이다. 그는 빌바오 출신이다. 현역 시절 그는 바라칼도(1923-1926), 아틀레틱 빌바오(1926-1934), 그리고 아틀레틱 마드리드(오늘날의 아틀레티코 마드리드, 1934-1936)에서 활약하였다. 그는 스페인 국가대표팀 경기에 8번 출전하였고, 1934년 FIFA 월드컵에 참가하기도 했다. 아틀레틱 시절, 그는 호세 이라라고리, 치리 2호, 바타, 그리고 기예르모 고로스티사와 함께 가장 막강하며 이름을 널리 알린 공격진 5인조의 최고참 선수였다.
그는 은퇴 후 데포르티보의 감독을 역임했다. 1973년 9월 15일, 그는 향년 65세로 마드리드에서 눈을 감았다.

## 수상
- 라 리가: 1929-30, 1930-31, 1933-34[1]
- 코파 델 레이: 1930, 1931, 1932, 1933[1]
- 비스카이아 선수권 대회: 1926–27, 1927–28, 1928–29, 1930–31, 1931–32, 1932–33, 1933–34